# 乌克兰国家恢复法案
乌克兰国家恢复法案是1941年6月30日由乌克兰民族主义者组织人士在利沃夫發表的一個宣言，他們宣布要成立一個独立的乌克兰，並且成立臨時政府。
當時正值納粹德國發動的巴巴羅薩行動期間，乌克兰民族主义者组织趁苏联军队从乌克兰苏维埃社会主义共和国撤退的机会來到利沃夫。乌克兰民族主义者组织認為納粹德國是他們的反苏联盟友，以為不會對他們怎麼樣。然而納粹德國認為乌克兰民族主义者组织試圖在發動政變，並且要求臨時政府解散，但臨時政府並未理會。就在德国占领利沃夫不久，臨時政府领导人被逮捕并被送往德国集中营。